# لوئیز ارهارد
لوئیز ارهارد (انگلیسی: Luise Erhard; زاده ۱۸ آوریل ۱۸۹۳ – درگذشته ۹ ژوئیهٔ ۱۹۷۵) اقتصاددان اهل آلمان بود. وی همسر لودویگ ارهارد صدراعظم آلمان طی سالهای ۱۹۶۳ تا ۱۹۶۶ بود.
لوئیز ارهارد در ۹ ژوئیه ۱۹۷۵، در سن ۸۲ سالگی درگذشت.